# 1979年南非总统选举
1979年南非总统选举是一次南非的总统选举。
国家总统与前总理巴爾薩澤·約翰尼斯·沃斯特就任不到一年就辞职后，马雷·维尔容赢得其后的选举，他自6月4日以来一直以参议院主席的身份担任国家代理总统。
6月14日，国民党提名马雷·维尔容而非交通部长卢伦斯·穆勒为其候选人。  1979年6月19日，议会两院联席会议按党派进行了投票，维尔容胜选，其在当选的90分钟宣誓就职。
1. ↑  "Govt candidate", Sydney Morning Herald, June 15, 1979, p.5
2. ↑  "South Africa Elects New President", Kansas City Star, June 19, 1979, p. 4